# 116-й Конгресс США
Сто шестна́дцатый Конгре́сс США — заседание Конгресса США, действовавшее в Вашингтоне с 3 января 2019 года по 3 января 2021 года в период двух последних лет первого президентства Дональда Трампа. Сенат имел республиканское большинство, в то время как Палата представителей — демократическое. 
В промежуточных выборах ноября 2018 года Демократическая партия получила новое большинство в Палате представителей, в то время как Республиканская партия увеличила своё большинство в Сенате. Следовательно, это был первый раскол в Конгрессе после 113-го Конгресса (2013–2015) и первый раскол республиканского Сената и Демократической палаты после 99-го Конгресса (1985–1987). Данный Конгресс был самым молодым вступающим классом по среднему возрасту за последние три цикла и самым демографически разнообразным за всю историю.
Присоединившись к Либертарианской партии 1 мая 2020 года, Джастин Амаш стал первым членом Конгресса, который представлял политическую партию, отличную от демократов или республиканцев, после члена палаты представителей Уильяма Карни, который был консерватором до перехода к республиканцам в 1985 году. Перед тем, как присоединиться к Либертарианской партии, Амаш был независимым с момента своего ухода из Республиканской партии 4 июля 2019 года. Пол Митчелл также покинул Республиканскую партию в декабре 2020 года, став независимым. 

## Важные события
- 22 декабря 2018 года—25 января 2019 года — Приостановка работы правительства США
- 5 февраля 2019 года —  Послание о положении страны 2019 года
- 15 февраля 2019 года — Президент Трамп объявил чрезвычайное положение в стране на южной границе Соединённых Штатов
- 24 марта 2019 года — Генеральный прокурор США Уильям Барр краткое изложение доклада специального советника Роберта Мюллера Конгрессу о расследовании российского вмешательства в президентские выборы 2016 года
- 24 сентября 2019 года — начало первого импичмента Дональда Трампа
- 16 января 2020 года—5 февраля 2020 года — суд по делу об импичменте Дональду Трампу; по итогу Трамп был оправдан
- 4 февраля 2020 года — Послание о положении страны 2020 года
- 11 марта 2020 года — начало пандемии COVID-19 в США
- 26 мая 2020 года — начало протестов после убийства Джорджа Флойда
- 18 августа 2020 года — кризис почтовой службы США
- 30 сентября 2020 года — вспышка COVID-19 в Белом доме
- 3 ноября 2020 года — Президентские выборы 2020 года, на которых победу одержал демократ Джо Байден

## Ключевые законы
- Закон Джона Дингелла-младшего об охране, управлении и отдыхе (2019)
- Первый акт налогоплательщика (2019)
- Закон Гонконга о правах человека и демократии (2019)
- Закон о разрешении на национальную оборону на 2020 финансовый год (2019)
- Закон о повышении уровня пенсионного обеспечения (2019)
- Закон о дополнительных ассигнованиях на обеспечение готовности к коронавирусу и реагирования на него (2020)
- Закон о реагировании на коронавирус «Семья прежде всего» (2020)
- Закон о помощи, чрезвычайной помощи и экономической безопасности в связи с коронавирусом (2020)
- Программа защиты зарплаты и закон об улучшении медицинского обслуживания (2020)
- Закон о консолидированных ассигнованиях 2021 года (2020)
- Закон о международной инициативе союзников Тайваня по защите и расширению возможностей (2020)
- Закон о политике в области прав человека уйгуров (2020)
- Закон об автономии Гонконга (2020)
- Закон о Великой американской природе (2020)
- Закон Уильяма «Мака» Торнберри о разрешении на национальную оборону на 2021 финансовый год (2020)

## Членство

### Сенат
| Период          | Всего | Вакантно | Партии                 | Партии                 | Партии                      |
| Период          | Всего | Вакантно | Республиканская партия | Демократическая партия | Независимые (с демократами) |
| --------------- | ----- | -------- | ---------------------- | ---------------------- | --------------------------- |
| 3 января 2019   | 99    | 1        | 52                     | 45                     | 2                           |
| 8 января 2019   | 100   | 0        | 53                     | 45                     | 2                           |
| 31 декабря 2019 | 99    | 1        | 52                     | 45                     | 2                           |
| 6 января 2020   | 100   | 0        | 53                     | 45                     | 2                           |
| 2 декабря 2020  | 100   | 0        | 52                     | 46                     | 2                           |

### Палата представителей
| Период           | Всего | Вакантно | Партии                 | Партии                 | Партии                 | Партии      | Партии |
| Период           | Всего | Вакантно | Демократическая партия | Республиканская партия | Либертарианская партия | Независимые |        |
| ---------------- | ----- | -------- | ---------------------- | ---------------------- | ---------------------- | ----------- | ------ |
| 3 января 2019    | 434   | 1        | 235                    | 199                    | 0                      | 0           |        |
| 23 января 2019   | 433   | 2        | 235                    | 198                    | 0                      | 0           |        |
| 10 февраля 2019  | 432   | 3        | 235                    | 197                    | 0                      | 0           |        |
| 21 мая 2019      | 433   | 2        | 235                    | 198                    | 0                      | 0           |        |
| 4 июля 2019      | 433   | 2        | 235                    | 197                    | 0                      | 1           |        |
| 10 сентября 2019 | 435   | 0        | 235                    | 199                    | 0                      | 1           |        |
| 23 сентября 2019 | 434   | 1        | 235                    | 198                    | 0                      | 1           |        |
| 1 октября 2019   | 433   | 2        | 235                    | 197                    | 0                      | 1           |        |
| 17 октября 2019  | 432   | 3        | 234                    | 197                    | 0                      | 1           |        |
| 3 ноября 2019    | 431   | 4        | 233                    | 197                    | 0                      | 1           |        |
| 19 декабря 2019  | 431   | 4        | 232                    | 198                    | 0                      | 1           |        |
| 13 января 2020   | 430   | 5        | 232                    | 197                    | 0                      | 1           |        |
| 30 марта 2020    | 429   | 6        | 232                    | 196                    | 0                      | 1           |        |
| 29 апреля 2020   | 430   | 5        | 233                    | 196                    | 0                      | 1           |        |
| 1 мая 2020       | 430   | 5        | 233                    | 196                    | 1                      | 0           |        |
| 12 мая 2020      | 432   | 3        | 233                    | 198                    | 1                      | 0           |        |
| 22 мая 2020      | 431   | 4        | 233                    | 197                    | 1                      | 0           |        |
| 23 июня 2020     | 432   | 3        | 233                    | 198                    | 1                      | 0           |        |
| 17 июля 2020     | 232   | 4        | 232                    | 198                    | 1                      | 0           |        |
| 4 октября 2020   | 232   | 5        | 232                    | 197                    | 1                      | 0           |        |
| 1 декабря 2020   | 431   | 4        | 233                    | 197                    | 1                      | 0           |        |
| 7 декабря 2020   | 430   | 5        | 233                    | 196                    | 1                      | 0           |        |
| 14 декабря 2020  | 430   | 5        | 233                    | 195                    | 1                      | 1           |        |